# Macropteranthes leichhardtii
Macropteranthes leichhardtii är en tvåhjärtbladig växtart som beskrevs av Ferdinand von Mueller och George Bentham. Macropteranthes leichhardtii ingår i släktet Macropteranthes och familjen Combretaceae. Inga underarter finns listade i Catalogue of Life.